# Sigismund von Förster
Sigismund von Förster, nemški general, * 23. junij 1887, † 12. januar 1959.